# Lluís Clavell Ortiz-Repiso
Lluís Clavell Ortiz-Repiso (Barcelona, 13 de octubre de 1941) es un presbítero español, presidente de Academia Pontificia de Santo Tomás de Aquino (2012-2014). Ordenado sacerdote el 7 de agosto de 1966 e incardinado en la Prelatura del Opus Dei.

## Biografía
Hijo de Francesc Clavell y de Maria Dolors Ortiz-Repiso. Aunque nació en Barcelona pasó toda su infancia en Arenys de Mar donde su padre era el director del popular "Horno del Vidrio" (antigua Vidrerías Navarra convertida en fábrica de bombillas de Philips). Se ordenó sacerdote junto con otros veintitrés miembros del Opus Dei, y celebró su primera misa el 16 de agosto del mismo año, en la Iglesia del Real Monasterio de Santa María de Pedralbes.
Lluis Clavell fue profesor de filosofía en la Universidad de Navarra. Licenciado en Filosofía por la Universidad de Barcelona, luego pasó a ser alumno de la Pontificia Universidad Lateranense de Roma donde obtuvo un Doctorado en Filosofía.
Clavell es catedrático de Metafísica en la Universidad Pontificia de la Santa Cruz (Roma), de la que fue rector (1994-2008). También fue Presidente de la Pontificia Academia de Santo Tomás de Aquino (2012-2014), miembro del comité científico de la revista "Metafísica y Persona", consultor del Pontificio Consejo de la Cultura, y miembro del Consejo directivo de la Sociedad Internacional Tomás de Aquino.

## Obras
- György Lukács. Historia y conciencia de clase y estética, Madrid, Magisterio Español, 1975, 204 pp. ISBN 8426553044
- Metafísica, Pamplona, EUNSA, 1984, 247 pp. ISBN 8431307358
- Metafisica e libertà, Roma, Armando, 1996, 207 pp. ISBN 8871445791
- Metaphysics, Manila, Sinag-Tala, 1991, XII, 249 pp. ISBN 971117197X
- El nombre propio de Dios según Santo Tomás de Aquino, Pamplona, EUNSA, 1980, 201 pp. ISBN 8431306378
- Razón y fe en la universidad: ¿oposición o colaboración?, Pamplona, Servicio de Publicaciones de la Universidad de Navarra, 2011, 10 pp. ISBN 9788492989065
- Carlos Cardona, Olvido y memoria del ser, edición de Ignacio Guiu y Lluís Clavell, Pamplona, EUNSA, 1997, 517 pp. ISBN 8431315210